# Batrachorhina tuberculicollis
Batrachorhina tuberculicollis là một loài bọ cánh cứng trong họ Cerambycidae.